# シェルボーン (ネバダ州)
シェルボーン (Schellbourne) は、アメリカ合衆国ネバダ州ホワイトパイン郡に位置する非法人地域。

## 歴史
1860年代のシェルボーンは、ポニー・エクスプレスをはじめ、いくつかの駅馬車ルートの中継地であった。1870年に、町の近傍で銀鉱脈が発見されると、にわかに鉱業の町となり、人口も1872年頃に100人ほどから400人近くに膨張し、ウェルズ・ファーゴの事務所や、5軒の酒場、2軒のレストラン、2軒の宿屋、2軒の鍛冶屋、2軒の法律事務所などが設けられるようになった。その後、近傍のチェリー・クリークでより有望な鉱脈が発見されると、住民の多くがそちらへ去り、1881年には人口が85人まで減少し、1885年頃には鉱業は完全になくなった。20世紀に入ってからも、住民は存在し続けたが、その数は25人を上回ることはなかった。
今日では、シェルボーンの大部分は私有地となっている牧場の中にあって、保存状態の良いゴーストタウンとなっている。シェルボーンはネバダ州指定歴史地点51号に指定されている。